# ماساتاکا نیشیموتو
ماساتاکا نیشیموتو (انگلیسی: Masataka Nishimoto؛ زادهٔ ۱۱ ژوئن ۱۹۹۶) بازیکن فوتبال اهل ژاپن است.
از باشگاه‌هایی که در آن بازی کرده‌است می‌توان به باشگاه فوتبال سرزو اوساکا اشاره کرد.